# Stadtbredimus
Stadtbredimus (luxemburguès Stadbriedemes) és una comuna i vila a l'est de Luxemburg, que forma part del cantó de Remich. Comprèn les viles de Stadtbredimus, Greiveldange i Hëttermillen.

## Població
| Nacionalitat   | Població | %      |
| -------------- | -------- | ------ |
| luxemburguesos | 874      | 69,98% |
| Forasters      | 375      | 30,02% |
| - portuguesos  | 142      | 11,37% |
| - francesos    | 37       | 2,96%  |
| - italians     | 10       | 0,80%  |
| - belgues      | 44       | 3,52%  |
| - alemanys     | 52       | 4,16%  |
| - iugoslaus    | 6        | 0,48%  |
| - altres       | 84       | 6,73%  |

## Evolució demogràfica
| Any        | Població |
| ---------- | -------- |
| 15/02/2001 | 1.249    |
| 01/01/2002 | 1.236    |
| 01/01/2003 | 1.277    |
| 01/01/2004 | 1.264    |
| 01/01/2005 | 1.281    |